# Barbara Wagner
Barbara Aileen Wagner (Toronto, Ontário, Canadá, 5 de maio de 1938) é uma ex-patinadora artística canadense que competiu em competições de duplas. Ela foi campeã olímpica em 1960 ao lado de Robert Paul.

## Principais resultados

### Com Robert Paul
| Resultados                                            | Resultados        | Resultados      | Resultados      | Resultados      | Resultados      | Resultados      | Resultados    | Resultados    | Resultados    | Resultados    | Resultados    | Resultados    |
| Internacional                                         | Internacional     | Internacional   | Internacional   | Internacional   | Internacional   | Internacional   | Internacional | Internacional | Internacional | Internacional | Internacional | Internacional |
| Evento/Temporada                                      | 1954– 1955        | 1955– 1956      | 1956– 1957      | 1957– 1958      | 1958– 1959      | 1959– 1960      |               |               |               |               |               |               |
| ----------------------------------------------------- | ----------------- | --------------- | --------------- | --------------- | --------------- | --------------- | ------------- | ------------- | ------------- | ------------- | ------------- | ------------- |
| Jogos Olímpicos                                       |                   | 6.ª             |                 |                 |                 | Medalha de ouro |               |               |               |               |               |               |
| Campeonato Mundial                                    | 5.ª               | 5.ª             | Medalha de ouro | Medalha de ouro | Medalha de ouro | Medalha de ouro |               |               |               |               |               |               |
| Campeonato Norte-Americano                            | Medalha de bronze |                 | Medalha de ouro |                 | Medalha de ouro |                 |               |               |               |               |               |               |
| Nacional                                              |                   |                 |                 |                 |                 |                 |               |               |               |               |               |               |
| Campeonato Canadense                                  | Medalha de prata  | Medalha de ouro | Medalha de ouro | Medalha de ouro | Medalha de ouro | Medalha de ouro |               |               |               |               |               |               |
|                                                       |                   |                 |                 |                 |                 |                 |               |               |               |               |               |               |
| Legenda: Competição não foi disputada nesta temporada |                   |                 |                 |                 |                 |                 |               |               |               |               |               |               |